# カピタン・カブラル (哨戒艇)
カピタン・カブラル (Capitán Cabral) はパラグアイ海軍の哨戒艇 (patrullero)。元の名前は「Triunfo」。
「Triunfo」はパラグアイでの河港建設のために発注された曳船2隻のうちの1隻で、1907年にオランダ、ハールレムのWerf Conradで建造された。1911年以前にパラグアイ海軍に編入され、当初は沿岸警備艇 (Guardacosta)、次いでAviso de GuerraやAviso Nationalに類別された。
1912年の革命では反乱側についた。
1930年7月30日、「カピタン・カブラル」に改名。
チャコ戦争では1932年9月7日からRemanso CastilloからPuerto Casadoへの兵員輸送を行い、次いでFuerte Olimpo・Colonia San Lazaro間のパラグアイ川で哨戒にあたった。
1947年の内戦では政府側となり、ブエノス・アイレスでの修理中に反乱者に掌握された砲艦「パラグアイ」、「ウマイタ」がパラグアイに向かってくるとそれを阻止するための部隊を輸送艦「Mariscal Estigarribia」などとともに輸送した。
1980年代前半、蒸気機関のディーゼル機関への換装や兵装の変更などがなされ、その後哨戒艇に類別変更された。
1989年2月のクーデターでは政府宮殿や議事堂を砲撃した。
- 排水量：軽荷116トン、最大183トン（建造時）、軽荷190トン、満載206トン（2009年頃[4]）
- 長さ：全長32.70m、水線長30.48m、垂線間長30.00m（建造時）、全長33.90m、垂線間長30.10m（2009年頃）
- 幅：7,16m、最大7.32m（建造時）、7.20m（2009年頃）
- 速力：時速22km
- 兵装：ヴィッカース37mm砲1門（初期）、ヴィッカース76mm砲1門、ヴィッカース37mm砲2門（1926年）、1932年から1935年に重機関銃3挺追加、ボフォース 60口径40mm機関砲1門、エリコン 20 mm 機関砲2門（単装）、12.7mm機銃2挺（2009年頃）

出典